# Vaucresson
Vaucresson [vokʁəsɔ̃]  est une commune française située dans le département des Hauts-de-Seine en région Île-de-France.

## Toponymie
L'origine du nom de la commune est attestée sous la forme latinisée Valle Crisonis  dès 1145.

## Géographie

### Localisation
Située dans les Hauts-de-Seine à 7 kilomètres à l’ouest de Paris (porte de Saint-Cloud), à mi-chemin entre Versailles et Saint-Cloud, Vaucresson mérite bien son nom de « ville verte » : en effet, sur une superficie de 308 hectares, 22 hectares sont classés en zone naturelle et 85 en zone de loisirs. Plus de 30 hectares sont protégés comme « espaces boisés classés ». C'est la commune la plus à l'ouest du département.

### Géologie et relief
La superficie de la commune est de 308 hectares ; l'altitude varie de 132  à   178 mètres.

### Climat
Pour des articles plus généraux, voir Climat de l'Île-de-France et Climat des Hauts-de-Seine.
En 2010, le climat de la commune est de type climat océanique dégradé des plaines du Centre et du Nord, selon une étude du CNRS s'appuyant sur une série de données couvrant la période 1971-2000. En 2020, Météo-France publie une typologie des climats de la France métropolitaine dans laquelle la commune est exposée à un climat océanique altéré et est dans la région climatique Sud-ouest du bassin Parisien, caractérisée par une faible pluviométrie, notamment au printemps (120 à 150 mm) et un hiver froid (3,5 °C).
Pour la période 1971-2000, la température annuelle moyenne est de 10,9 °C, avec une amplitude thermique annuelle de 15 °C. Le cumul annuel moyen de précipitations est de 666 mm, avec 11 jours de précipitations en janvier et 8 jours en juillet. Pour la période 1991-2020, la température moyenne annuelle observée sur la station météorologique la plus proche, située sur la commune de Toussus-le-Noble à 11 km à vol d'oiseau, est de 11,5 °C et le cumul annuel moyen de précipitations est de 677,0 mm,. Pour l'avenir, les paramètres climatiques de la commune estimés pour 2050 selon différents scénarios d'émission de gaz à effet de serre sont consultables sur un site dédié publié par Météo-France en novembre 2022.

### Voies de communication et transports
Le territoire de Vaucresson est traversé par le chemin de grande randonnée GR1, entre Marnes-la-Coquette à l'est et La Celle-Saint-Cloud à l'ouest.

#### Voies routières

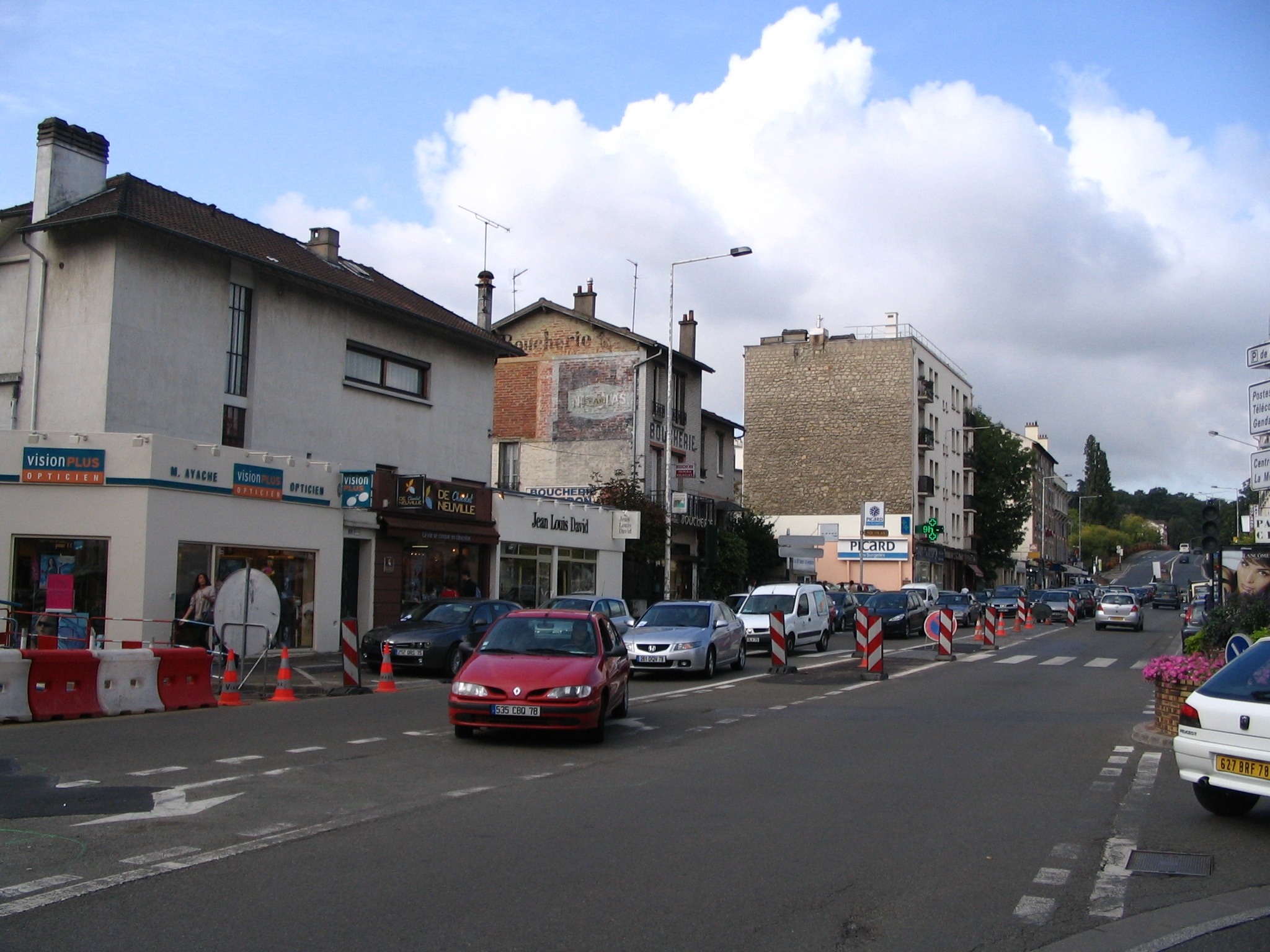
La route départementale 907, un des axes routiers principaux de Vaucresson.

Vaucresson est traversée par la RD 907 d'est en ouest, qui mène jusqu'à La Celle-Saint-Cloud à l'ouest et jusqu'à Saint-Cloud à l'est, mais aussi par la RD 182 qui la relie à l'autoroute A13 ( 5) et à Versailles.

#### Transports en commun
La commune est desservie par : 

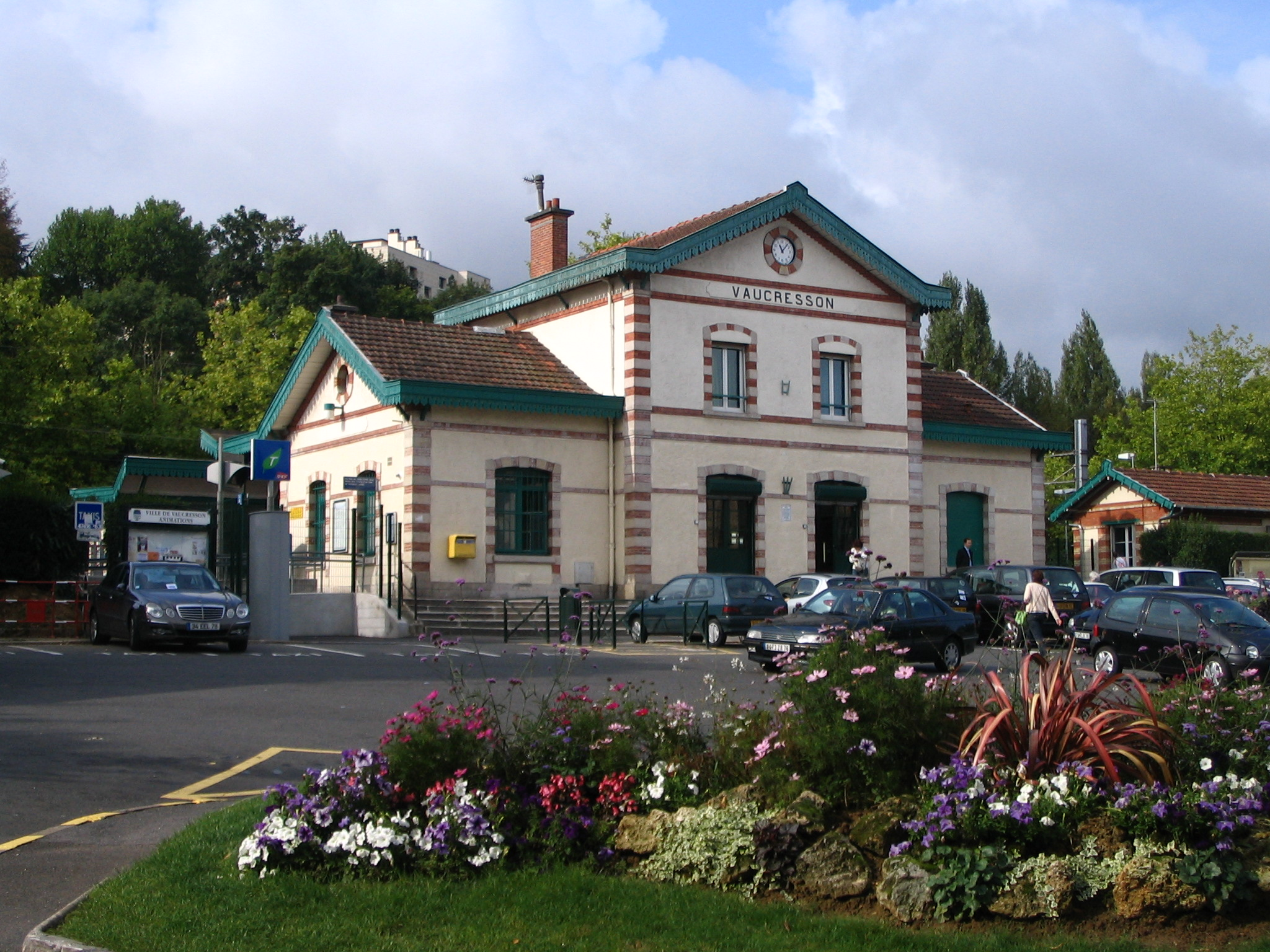
La gare de Vaucresson.

- par la ligne L du Transilien du réseau Transilien Paris Saint-Lazare à la gare de Vaucresson sur la branche de Paris à Saint-Nom-la-Bretèche ;
- par les lignes 6209, 6210, 6246, 6276, 6280, 6284, 6285, 6286, 6287 du réseau de bus Grand Versailles, (à noter que les lignes 6284, 6285, 6286, 6287 sont des lignes à vocation scolaire) ;
- par la ligne 426 du réseau de bus RATP.

## Histoire

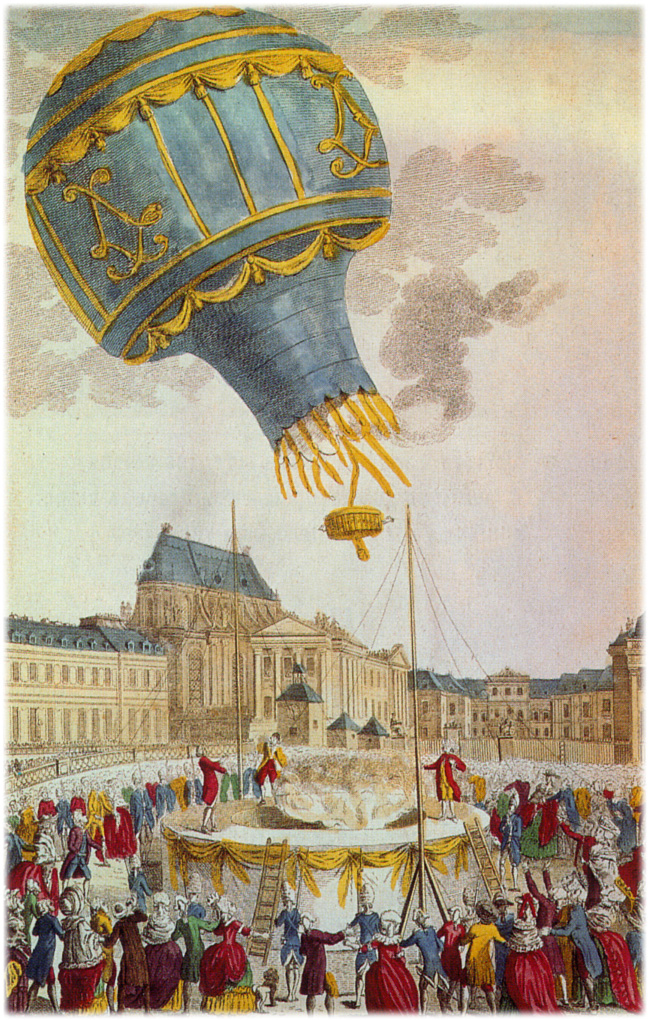
Envol de la montgolfière.

Sous l'impulsion d'un éminent personnage à la fois ministre et abbé supérieur de l'abbaye de Saint-Denis, l'abbé Suger voulant sécuriser la région qui était infestée de brigands, fit défricher les terres environnantes par des moines. Ils construisirent une église et une maison. Grâce à des nombreuses incitations, près de soixante personnes s'installèrent sur ces terres dès la première année.
Il en fait une présentation dans son De administratione sua (Mémoire de mon administration abbatiale) en 1145 :

« Nous avons fondé une ville à Vaucresson, nous avons établi une église et une maison, nous avons fait défricher la terre inculte par la charrue. Ceux qui s'efforceront de la bâtir sauront mieux ce qu'elle doit coûter, puisque presque soixante hôtes y sont déjà et que beaucoup d'autres souhaitent y venir, s'il se trouve quelqu'un qui y pourvoit. Ce lieu était, en effet, comme une caverne de voleurs, terrain désert sur plus de deux milles, sans aucun rapport pour notre église, bon pour les brigands et les vagabonds par suite de sa proximité avec les bois. C'est pourquoi nous avons installé là nos frères pour servir Dieu, afin que dans les tanières où habitaient d'abord les dragons, croisse la verdure et du jonc. »

C'est à Vaucresson, en limite de la forêt de Fausses-Reposes, qu'atterrit le 19 septembre 1783, la première montgolfière habitée par trois animaux, partie de la place d'armes du château de Versailles.

## Urbanisme

### Typologie
Au 1er janvier 2024, Vaucresson est catégorisée grand centre urbain, selon la nouvelle grille communale de densité à sept niveaux définie par l'Insee en 2022.
Elle appartient à l'unité urbaine de Paris, une agglomération inter-départementale regroupant 407  communes, dont elle est une commune de la banlieue,,. Par ailleurs la commune fait partie de l'aire d'attraction de Paris, dont elle est une commune du pôle principal,. Cette aire regroupe 1 929 communes,.

### Habitat
| Logements                                        | Nombre en 2016 | % en 2016 | nombre en 2011 | % en 2011 |
| ------------------------------------------------ | -------------- | --------- | -------------- | --------- |
| Total                                            | 3 893          | 100 %     | 3 773          | 100 %     |
| Résidences principales                           | 3 483          | 89,5 %    | 3 456          | 91,6 %    |
| → Dont HLM                                       | 272            | 7,8%      | 167            | 4,8 %     |
| Résidences secondaires et logements occasionnels | 63             | 1,6 %     | 75             | 2,0 %     |
| Logements vacants                                | 347            | 8,9 %     | 242            | 6,4 %     |
| Dont :                                           |                |           |                |           |
| → maisons                                        | 1 214          | 31,2 %    | 1 168          | 31,0 %    |
| → appartements                                   | 2 620          | 67,3 %    | 2 545          | 67,5 %    |

La commune ne dispose en 2018 que d'environ 9 % de logements sociaux, loin des 25 % requis par la Loi SRU, amenant la commune à payer d'importantes pénalités financières (45 000 € en 2010).
Afin de résorber son retard, la municipalité envisage en 2019 la construction de six bâtiments de 73 logements sociaux à la place du parking de la gare, qui compte 210 places de stationnement, ce qui est contesté par une partie de la population, qui craint des difficultés de stationnement pour les usagers des transports en commun et estime que cela reviendrait à créer un « ghetto » face à la gare.

### Projets d'aménagement
Le projet consiste à réaménager[Quand ?] la place du marché de Vaucresson avec un parc de stationnement souterrain de cinq niveaux et l’agrandissement du centre culturel actuel : « La Montgolfière » appelé projet de revalorisation de centre-ville par la mairie de Vaucresson.
Pour continuer les améliorations du centre-ville et rendre Vaucresson plus attractif, la municipalité a également été à l'origine du projet "Cœur de Ville" en 2015. Dans le cadre de ce projet, plusieurs nouveaux logements avec parking souterrains privés, boutiques, un parking souterrain public de 103 places et, en rez-de-chaussée rue de la Folie un nouveau centre médical de 165 m2  devraient être construits.

## Politique et administration

### Intercommunalité
La commune était adhérente de la communauté d'agglomération Cœur de Seine.
Dans le cadre de la mise en œuvre de la volonté gouvernementale de favoriser le développement du centre de l'agglomération parisienne comme pôle mondial est créée, le 1er janvier 2016, la métropole du Grand Paris (MGP), dont la commune est membre.
La loi portant nouvelle organisation territoriale de la République du 7 août 2015 prévoit également la création de nouvelles structures administratives regroupant les communes membres de la métropole, constituées d'ensembles de plus de 300 000 habitants, et dotées de nombreuses compétences, les établissements publics territoriaux (EPT).
La commune a donc également été intégrée le 1er janvier 2016 à l'établissement public territorial Paris Ouest La Défense, qui succède à la communauté d'agglomération Cœur de Seine.

### Tendances politiques et résultats
Vaucresson est situé dans la 8e circonscription des Hauts-de-Seine.

### Administration municipale
Le nombre d'habitants au dernier recensement étant compris entre 5 000 et 9 999, le nombre de membres du conseil municipal est de 29.
Le maire de Vaucresson a été suspectée de prise illégale d’intérêts dans le cadre de la cession en 2010 d'un terrain municipal à un promoteur. Lors de ses réquisitions devant le tribunal correctionnel de Nanterre du 28 janvier 2016, le procureur a requis 18 mois de prison avec sursis, 30 000 € d’amende et trois ans d’inéligibilité à l’encontre de l'élue.

### Jumelages
Au 12 mai 2015, Vaucresson n'est jumelée avec aucune commune.

## Population et société

### Démographie

#### Évolution démographique
L'évolution du nombre d'habitants est connue à travers les recensements de la population effectués dans la commune depuis 1793. Pour les communes de moins de 10 000 habitants, une enquête de recensement portant sur toute la population est réalisée tous les cinq ans, les populations de référence des années intermédiaires étant quant à elles estimées par interpolation ou extrapolation. Pour la commune, le premier recensement exhaustif entrant dans le cadre du nouveau dispositif a été réalisé en 2006.

En 2022, la commune comptait 8 506 habitants, en évolution de −1,41 % par rapport à 2016 (Hauts-de-Seine : +2,75 %, France hors Mayotte : +2,11 %).
| 1793 | 1800 | 1806 | 1821 | 1831 | 1836 | 1841 | 1846 | 1851 |
| ---- | ---- | ---- | ---- | ---- | ---- | ---- | ---- | ---- |
| 254  | 258  | 347  | 231  | 283  | 286  | 304  | 318  | 282  |

| 1856 | 1861 | 1866 | 1872 | 1876 | 1881 | 1886 | 1891 | 1896 |
| ---- | ---- | ---- | ---- | ---- | ---- | ---- | ---- | ---- |
| 332  | 341  | 315  | 362  | 331  | 623  | 526  | 670  | 804  |

| 1901  | 1906  | 1911  | 1921  | 1926  | 1931  | 1936  | 1946  | 1954  |
| ----- | ----- | ----- | ----- | ----- | ----- | ----- | ----- | ----- |
| 1 016 | 1 127 | 1 231 | 1 816 | 2 269 | 2 596 | 2 718 | 3 283 | 4 268 |

| 1962  | 1968  | 1975  | 1982  | 1990  | 1999  | 2006  | 2011  | 2016  |
| ----- | ----- | ----- | ----- | ----- | ----- | ----- | ----- | ----- |
| 6 690 | 8 065 | 9 257 | 8 313 | 8 118 | 8 141 | 8 547 | 8 612 | 8 628 |

| 2021  | 2022  | - | - | - | - | - | - | - |
| ----- | ----- | - | - | - | - | - | - | - |
| 8 566 | 8 506 | - | - | - | - | - | - | - |

#### Pyramide des âges
En 2018, le taux de personnes d'un âge inférieur à 30 ans s'élève à 34,7 %, soit en dessous de la moyenne départementale (38,4 %). À l'inverse, le taux de personnes d'âge supérieur à 60 ans est de 26 % la même année, alors qu'il est de 20 % au niveau départemental.
En 2018, la commune comptait 4 101 hommes pour 4 559 femmes, soit un taux de 52,64 % de femmes, légèrement supérieur au taux départemental (52,41 %).
Les pyramides des âges de la commune et du département s'établissent comme suit.
| Hommes | Classe d’âge | Femmes |
| ------ | ------------ | ------ |
| 1,2    | 90 ou +      | 2,7    |
| 7,0    | 75-89 ans    | 9,9    |
| 15,2   | 60-74 ans    | 15,7   |
| 23,1   | 45-59 ans    | 22,1   |
| 15,9   | 30-44 ans    | 17,3   |
| 17,0   | 15-29 ans    | 13,3   |
| 20,5   | 0-14 ans     | 18,8   |

| Hommes | Classe d’âge | Femmes |
| ------ | ------------ | ------ |
| 0,6    | 90 ou +      | 1,6    |
| 5,2    | 75-89 ans    | 7,2    |
| 12,1   | 60-74 ans    | 13,5   |
| 19,3   | 45-59 ans    | 19,4   |
| 22,6   | 30-44 ans    | 21,9   |
| 20,2   | 15-29 ans    | 18,9   |
| 19,9   | 0-14 ans     | 17,4   |

## Jumelages
La ville de Vaucresson n'est jumelée avec aucune commune à l'heure actuelle.

### Enseignement
Vaucresson est située dans l'académie de Versailles.
En 2018, la ville administre deux écoles maternelles et deux écoles élémentaires communales.
Le département gère, également en 2018, un collège, le collège Yves-du-Manoir. Au début de 2018, un projet VO2[C'est-à-dire ?] sur le terrain Yves-du-Manoir a été lancé à la suite de l'appel à projets « Inventons la Métropole du Grand Paris ».
En 2019, une école, un collège, et un lycée (dispensant des formations de BTS) accueillant des élèves atteints d'un handicap moteur, regroupés sous le nom d'EREA Toulouse-Lautrec, se trouvent également dans la commune.
Par ailleurs, un établissement secondaire privé se trouve sur la commune[réf. nécessaire].

### Santé
La commune de Vaucresson dispose de nombreux services médicaux et paramédicaux. Les hôpitaux les plus proches sont l’hôpital Raymond-Poincaré à Garches et l’hôpital André-Mignot au Chesnay. La ville dispose aussi de trois médecins généralistes et quelques infirmières à domicile. On trouve aussi dans la commune deux pharmacie dans le centre-ville.

### Sports
La commune dispose d'un complexe sportif composé d'un gymnase, d'un terrain de football, une piste de 120 mètres avec bac a sable pour le saut en longueur, ainsi que d'un terrain de rugby.
Le gymnase est composé d'une salle omnisports, d'une salle de gymnastique, d'une salle de judo et d'une petite salle omnisports.

### Manifestations culturelles et festivités
En mai 2014, la première manifestation « 100 % nature », a été organisée pour faire découvrir au grand public le développement durable et les pratiques bio[réf. nécessaire].

### Cultes

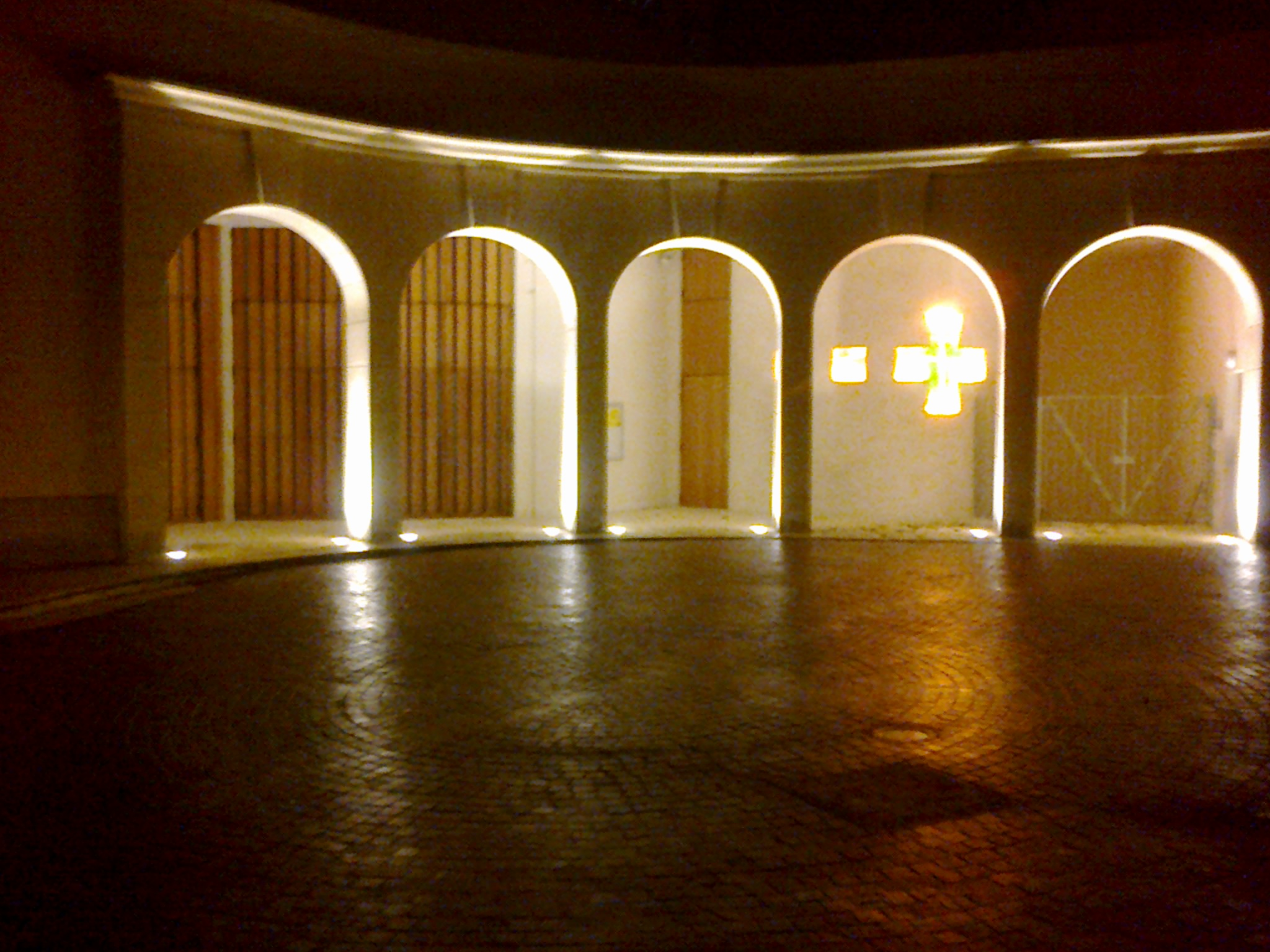
L'église Saint-Denys.

Les Vaucressonnais disposent de deux lieux de culte catholique. Depuis janvier 2010, la commune de Vaucresson fait partie du doyenné des Collines, l'un des neuf doyennés du diocèse de Nanterre. Au sein de ce doyenné, les deux lieux de culte catholique sont l'église Saint-Denys et la chapelle Sainte-Hélène qui relèvent de la paroisse Saint-Denys,.

## Économie

### Revenus de la population et fiscalité
En 2011, le revenu fiscal médian par ménage était de 61 973 €, ce qui plaçait Vaucresson au 43e rang parmi les 31 886 communes de plus de 49 ménages en métropole.
En 2009, 19,9 % des foyers fiscaux n'étaient pas imposables.
Vaucresson est, avec Neuilly-sur-Seine, la ville des Hauts-de-Seine présentant la plus faible mixité sociale.

### Emploi
En 2009, la population âgée de 15 à 64 ans s'élevait à 5 317 personnes, parmi lesquelles on comptait 73,0 % d'actifs dont 67,9 % ayant un emploi et 5,1 % de chômeurs.
On comptait 2 702 emplois dans la zone d'emploi, contre 2 581 en 1999. Le nombre d'actifs ayant un emploi résidant dans la zone d'emploi étant de 3 705, l'indicateur de concentration d'emploi est de 72,9 %, ce qui signifie que la zone d'emploi offre seulement deux emplois pour trois habitants actifs.

### Entreprises et commerces
Depuis 1992, le siège social de Toyota France est installé 20 boulevard de République à Vaucresson. Le site comporte également l'activité de Toyota Assurance puis la Toyota Académie pour la formation du réseau Toyota. L'ensemble du site emploie environ 200 personnes.
Au 31 décembre 2010, Vaucresson comptait 777 établissements : 3 dans l’agriculture-sylviculture-pêche, 18 dans l'industrie, 27 dans la construction, 630 dans le commerce-transports-services divers et 99 étaient relatifs au secteur administratif.
En 2011, 87 entreprises ont été créées à Vaucresson, dont 51 par des auto-entrepreneurs.

## Culture locale et patrimoine

### Lieux et monuments
La commune compte un monument répertorié à l'inventaire des monuments historiques et 35 lieux et monuments répertoriés à l'inventaire général du patrimoine culturel. Par ailleurs, elle compte 4 objets répertoriés à l'inventaire des monuments historiques et 33 objets répertoriés à l'inventaire général du patrimoine culturel.

#### Villa Stein
La villa Stein, également nommée villa de Monzie ou les Terrasses a été construite en 1927 par Le Corbusier. Les façades et toitures sont inscrites au titre des monuments historiques depuis le 12 mai 1975

#### Autres lieux et monuments

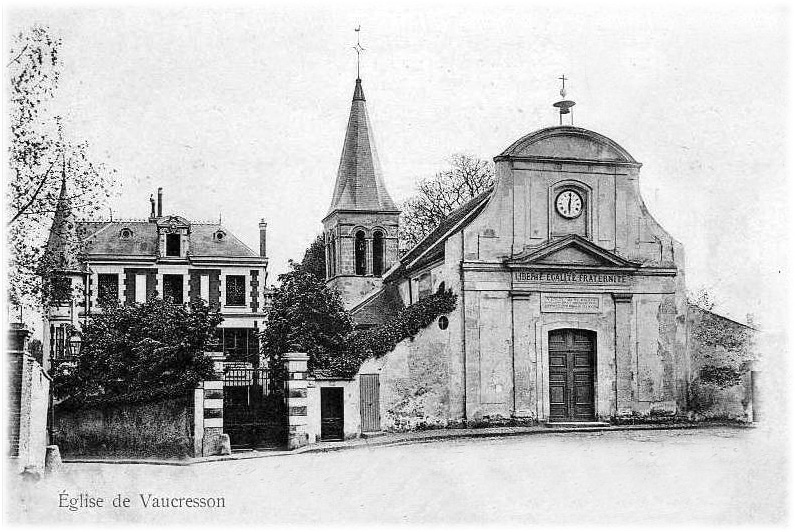
L'église avant 1910.

- L'église paroissiale Saint-Denys a été construite au milieu du XIIe siècle sur l'ordre de l'abbé Suger. Clocher restauré en 1460 sur ordre de Nicolas Dugué, premier seigneur de Vaucresson. Église reconstruite en 1694 par Libéral Bruand, architecte de l'Hôtel des Invalides et Geoffroy Maillard, maçon. Démolie puis reconstruite en 1770. Restaurations diverses au XIXe siècle. Suppression du porche et modification de la façade en 1904. Démolie et reconstruite en 1964 par l'architecte Kindermans. Seul le clocher du XIIe siècle a résisté aux nombreuses reconstructions.

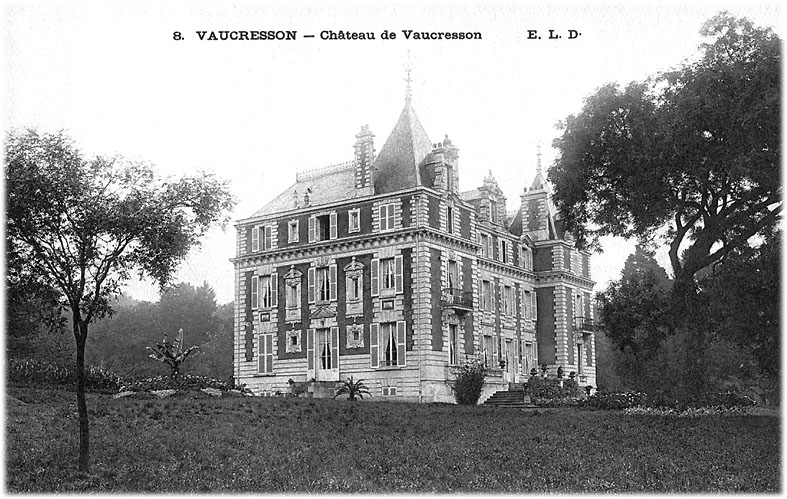
Le château.

- Le château de Vaucresson a été construit en 1855 en brique et pierre, près de l'emplacement de l'ancien château du duc de Beauvillier.
- La Division Théry, lotissement en plan hippodamien fondé en 1860 par Zacharie Théry, riche fabricant de chocolat. Une des premières ASA[Quoi ?] en 1908[52].
- La Maison la-vieille-église a été construite en 1880. Elle est atypique avec son clocher, ses vitraux, gargouille et porches.
- Le Castel Aubert (d) construit en 1880 par Henri Parent, au 160, boulevard de la République. Cet architecte est notamment second au concours de l'Opéra de Paris et réalise le musée Jacquemart-André[53].
- L'école primaire du Coteau, construite en 1894 au 1, rue Louis Barthou par les architectes Olezinski et Farcy sur un terrain cédé par Christen, maire de la ville. Les logements des instituteurs sont installés dans deux pavillons à chaque aile du bâtiment central. En 1903, ces ailes latérales sont surélevées et deux préaux sont construits dans la cour[54].
- La gare de Vaucresson construite en 1884 par l'ingénieur Luneau comme les autres gares de la ligne Saint-Cloud inaugurée en mai 1884[55].
- La chapelle Sainte-Hélène construite en 1908 au 12, avenue de la Celle-Saint-Cloud par Barbier Bouvet[56], architecte à Versailles, et Laborderie, entrepreneur, pour répondre aux besoins des fidèles habitant ce quartier loin du centre de Vaucresson[57]. Elle est ornée d'une mosaïque murale et d'une fresque d'influence byzantine représentant sainte Hélène, peinte par André Guilbert et Hannotin[58]. Elle est prêtée depuis 2010 au diocèse d'Europe occidentale du Patriarcat grec-orthodoxe d'Antioche[59].
- Le monument aux morts, situé dans le cimetière de Vaucresson, fut conçu par Camille Lefèvre et inauguré en 1921[60].
- La Villa Besnus, ou Ker-Ka-Ré, a été construite en 1922 au 85, boulevard de la République sur les plans de l'architecte Le Corbusier[61]. Première construction du style puriste, et une des premières réalisations de l'architecte, celle-ci a été lourdement modifiée.
- La Villa Thérèse, ou le Miroir d'Eau, construite en 1928 par Pol Abraham au 3, avenue des Fonds-Maréchaux. Celle-ci est représentative de l'architecture moderne[62].
- Maison la Guimardière, construite à Vaucresson par Hector Guimard, en 1930, pour lui-même ; destinée à être sa maison de campagne, sur une structure classique de pavillon de banlieue en meulière, Guimard utilise un décor de briques et un chaînage vertical en poteaux de fibro-ciment ; maison détruite en 1967[63].
- La résidence de George Washington est une réplique de Mount Vernon construite à l'occasion de l'exposition coloniale de 1931 à Paris et transportée dans la commune au 33, rue du Professeur-Pauchet.
- La villa Edelweiss sise au 3, avenue de Beauvilliers est un chef-d'œuvre Art déco (style « paquebot ») de l’architecte Joseph Depreux en 1933.

### Personnalités liées à la commune
- L'abbé Suger, abbé de Saint-Denis (1080-1151), fondateur du village d'origine.
- Alphonse Liébert (1826-1913), officier de marine et photographe, notamment de la Commune de Paris. Habitait au 137, avenue de la Celle-Saint-Cloud, aux Tourelles, ou Villa Liébert, par Marcus Grin, architecte.
- Julia Beck (1853-1935), peintre suédoise, y a résidé jusqu'à la fin de sa vie.
- Victor Pauchet (1869-1936), célèbre chirurgien et écrivain qui possédait une résidence secondaire à Vaucresson de 1919 à 1936 et fut conseiller municipal.
- Albert Goursaud (1899-1970), contre-amiral et ethnologue, auteur de La Société rurale traditionnelle en Limousin (4 volumes).
- Jeanne Mas, chanteuse des années 1980, y a fait ses études secondaires et y a obtenu son bac littéraire.
- Yves du Manoir (1904-1928), aviateur et international de rugby, né à Vaucresson.
- Jean Ferrat (1930-2010), parolier, musicien, compositeur et chanteur, né à Vaucresson.
- Paul Belmondo (né en 1963), fils de  Jean-Paul Belmondo, réside à Vaucresson avec sa famille.
- Julien Clerc réside à Vaucresson avec sa famille.

### Héraldique
| Armes de Vaucresson | Elles peuvent se blasonner ainsi aujourd’hui : Fascé d'argent et de sinople de six pièces, les fasces d'argent chargées de six merlettes de gueules, 3, 2 et 1 (qui est de la famille de Beauvillier), au chef d'azur chargé d'un clou d'argent accosté de deux fleurs de lis d'or (qui est de l'abbaye de Saint-Denis). |

## Pour approfondir